# Bazylika Wniebowzięcia Najświętszej Maryi Panny w Rzeszowie

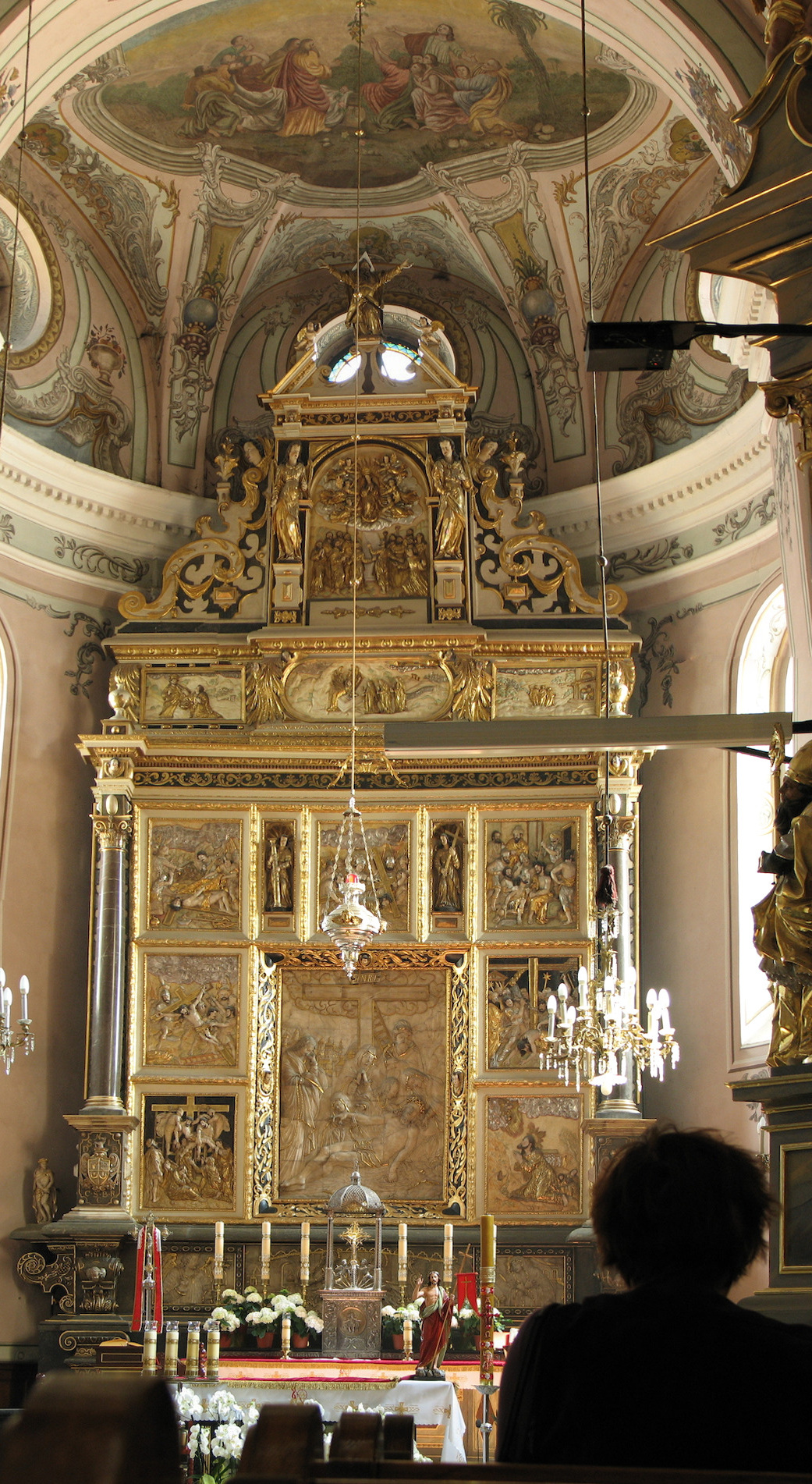
Ołtarz główny

Bazylika Wniebowzięcia Najświętszej Maryi Panny w Rzeszowie – zabytkowy kościół parafialny z 1629 w Rzeszowie, Sanktuarium Matki Bożej Rzeszowskiej. Znajduje się w Śródmieściu Rzeszowa, na zachodnich obrzeżach historycznej części miasta. Przylega do niego bezpośrednio dom zakonny oo. bernardynów.

## Historia

### Kościół NMP w Woli Starej
W 1475 pleban fary rzeszowskiej otrzymał od dziedzica miasta z rodu Rzeszowskich dom z ogrodem i sad na Wolicy (Woli Starej), która była wówczas przedmieściem Rzeszowa na wlocie traktu krakowskiego. Posiadłość ta leżała naprzeciw „błogosławionej Dziewicy Marii” (ex opposito beate Virginis Mariae). Ta wzmianka jest odnoszona w nauce do drewnianego kościółka pod wezwaniem NMP, który istniał do czasu fundacji w tym miejscu przez Mikołaja Spytka Ligęzę murowanego kościoła, przekazanego po ukończeniu zakonowi bernardynów. W XV w. Wola Stara należała do parafii farnej w Rzeszowie. Zdaniem Władysława Henniga ze średniowiecznego cmentarza przy pierwszym kościele mogą pochodzić szczątki trzech osób odnalezione w ścianie zewnętrznej kościoła blisko wejścia na wysokości 3 m w sierpniu 2001.

### Legenda
W kronice klasztornej rzeszowskich bernardynów, która nie mogła powstać wcześniej niż w XVII w., znajduje się zapis o objawieniu poprzedzającym fundację klasztoru. Przekaz ten sugeruje mylnie, że drewniana kaplica miała swój początek dopiero po 1513: 

(...)  Roku Pańskiego 1513 dnia 15 sierpnia (...). Na tem miejscu, na którem jest kościół oo. Bernardynów mieszkał nijaki Jakób Ado, z urodzenia ubogi kmiotek, z cnoty znamienity człowiek. Ten, gdy się po sadzie swoim wieczorem przechodzi w dzień Wniebowzięcia Najświętszej Matki Boskiej, z nagła obaczy światłość otaczającą gruszkowe drzewo, i uważa szum z liścia drzewa owego, bojaźnią zdjęty, przystąpi bliżej i głos słyszy: Nie bój się, chcę ja na tym miejscu chwałę Syna mego widzieć i pociechy dodać utrapionym. A że blisko drzewa było jego mieszkanie słyszeli głos ten i inni, lecz gdy Jakób powiedział, co się dzieje, wybiegli wszyscy i obaczyli na gruszce obraz, to jest statuę z drzewa rżniętą Najświętszej Maryi piastującej Syna na lewej ręce a w prawej berło królewskie trzymającej (...)

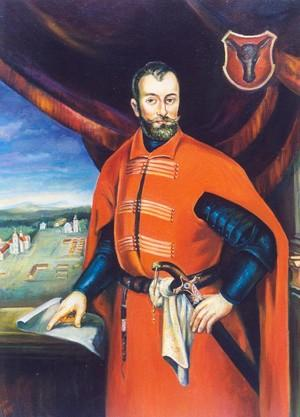
M. S. Ligęza (1562 – 1637)
Fundator kościoła i klasztoru

Jan Pęckowski próbuje powiązać postać Jakuba Ady, właściciela sadu w Woli Starej, z mieszczańską rodziną Dadów znaną z akt siedemnastowiecznego Rzeszowa. Z inicjatywy Ady miała powstać kaplica z figurą Madonny z Dzieciątkiem wyrzeźbioną w drewnie gruszy, a następnie w latach 1531–1536 niewielki drewniany kościółek pod wezwaniem Zaśnięcia i Wniebowzięcia NMP o charakterze obronnym. W rzeczywistości, jak wskazuje Władysław Hennig, sama figura Madonny, wykonana w stylu późnogotyckim, musi pochodzić jeszcze z XV w.

### Fundacja
Mikołaj Spytek Ligęza wszedł w posiadanie Rzeszowa poprzez małżeństwo z Elżbietą Rzeszowską (z d. Kormanicką) w 1584. Przed 1603 przeniósł swoją siedzibę ze Staromieścia do dworu obronnego w Staroniwie Dolnej (późniejszy zamek rzeszowski), który ok. 1620 przekształcił w czworoboczne założenie w stylu palazzo in fortezza, a w 1624 umocnił wałem ziemnym. Obwałowania te powstały w latach 20. wokół całego Rzeszowa. Zapewne w ramach fortyfikowania miasta Ligęza zdecydował o budowie nowego kościoła na terenie Woli Starej.
Pierwszy ślad przejmowania przez Ligęzę gruntów pod nowy kościół pochodzi z 1618. Po otrzymaniu godności kasztelana sandomierskiego w 1619 Ligęza dokonał w latach 1621–1627 wykupu i wysiedlenia Woli Starej, z którą związany był drewniany kościół NMP, na potrzeby budowy fortyfikacji Rzeszowa. Tereny wsi zostały zalane przez jezioro bernardyńskie utworzone na przedpolu umocnień. 
Podawana niekiedy dla rozpoczęcia prac nad wznoszeniem kościoła data 1610 jest więc raczej błędna, bardziej prawdopodobny jest rok 1624. Budową kierowali architekci sprowadzeni najprawdopodobniej z Lipska. Kościół został zaplanowany na rodowe mauzoleum Ligęzów. Podobnie jak Mała Synagoga czy rozbudowany wówczas zamek, wszedł w skład nowego systemu fortyfikacyjnego miasta. Z wzniesienia otoczonego sztucznym jeziorem, w bezpośrednim sąsiedztwie potoku Mikośka, pełnił rolę wysuniętego fortu narożnego, flankując od zachodu bramę Murowaną, która przyjmowała ruch w kierunku miasta z północy, wschodu i zachodu. Stanowił schronienie dla ludności cywilnej w razie zagrożenia, a jego wieża wyposażona była w strzelnice. Obejmował także upust kontrolujący poziom wody w jeziorze, które zasilało fosę zamkową. Ligęza sprowadził do Rzeszowa braci bernardynów i przekazał im kościół po jego ukończeniu w 1629, dedykując go „najświętszej Błogosławionej Pannie Maryi Patronce mojej”.
Głównym celem bernardynów sprowadzonych na wschód Rzeczypospolitej było nawracanie na katolicyzm prawosławnych mieszkańców tych terenów oraz odnowa życia religijnego lokalnej ludności. Do najważniejszych sanktuariów maryjnych prowadzonych przez ten zakon w jego prowincji ruskiej należały Leżajsk, Radecznica i Lwów. Na ok. 170 ośrodków bernardyńskich w Polsce aż 50 poświęcone było kultowi maryjnemu. Ośrodek rzeszowski wyróżniał się na tym tle jako sanktuarium pasyjne.

### Wiek: XVII i XVIII
25 marca 1629 doszło do uroczystości przekazania klasztoru bernardynom. Udział w niej wzięli M. S. Ligęza wraz z żoną Zofią de domo Rzeszowską, prowincjał ks. Michał Heller i 3 braci, którzy na stałe zamieszkali w Rzeszowie. Wkrótce klasztor rozbudowano i sprowadzono więcej zakonników. Zmarłego w 1637 Ligęzę zgodnie z jego życzeniem złożono pod progiem kościoła. Dalszy protektorat nad klasztorem sprawowała jego córka – Konstancja i zięć – Jerzy Sebastian Lubomirski. W miarę upływu czasu, wśród lokalnej społeczności rzeszowski ośrodek kultu zasłynął jako miejsce cudów. Wedle zapisków klasztornych cudów mieli doświadczyć Lubomirscy herbu Drużyna, (Jerzy, który został ocalony od śmierci przez postrzał i Teodor, który jako dziecko zachorował bardzo ciężko). Wówczas to, w geście wdzięczności, przedstawiciele tego rodu książęcego zaczęli starać się o koronację cudownej figury. Zgody na koronację udzielił Benedykt XIV, a dokonał jej 8 września 1763 roku (już za pontyfikatu Klemensa XIII) metropolita lwowski – Wacław Hieronim Sierakowski, korony ufundował Jerzy Ignacy Lubomirski.

### Zabór austriacki
Gdy w 1787 w okresie rozbiorów władze wydały nakaz kasaty jednego z rzeszowskich zakonów żebraczych, biskup przemyski Antoni Gołaszewski zdecydował o oddaniu budynków reformackich, stwierdzając, że bernardyni są „bardziej przydatni miastu”. Niemal od początku swojej bytności w mieście bernardyni prowadzili jadłodajnię dla ubogich, dom gościnny dla pielgrzymów i uprawiali ok. 15 ha ziemi. Handlowali również sadzonkami owoców, warzyw i kwiatów.
W 1863 obchody stulecia koronacji wizerunku Matki Boskiej zgromadziły 100 tys. wiernych, głównie z Galicji. Trzy lata później korony zostały skradzione. W 1896 metropolita wileński Karol Hryniewiecki dokonał nowej koronacji, która przyciągnęła 60 tys. wiernych. W 1913 obchodzona była 400. rocznica objawień.

### II wojna światowa
Po zajęciu Rzeszowa 9 września 1939 przez wojska niemieckie w budynkach klasztoru stacjonował oddział żandarmerii polowej w sile kilkunastu ludzi, którym dowodził kpt. Schiffko. Od drugiej połowy września złożony z żandarmów pluton egzekucyjny pod komendą jego zastępcy, por. Liszki lub Pliszki z Berlina, rozstrzelał w ogrodach bernardyńskich około 40 osób z więzienia na Zamku. Według dzienników wojennych Franciszka Kotuli ofiarami byli mężczyźni straceni za posiadanie broni. Około przełomu października i listopada 1939 żandarmeria miała opuścić Rzeszów, a jej miejsce zająć batalion schupo kpt. Steinmetza, który urzędował m.in. w Banku Gospodarstwa Krajowego przy ul. Bernardyńskiej 2. Kotula zapisał jednak, że jeszcze 20 listopada 1939 rozstrzelany został w ogrodach bernardyńskich po powrocie ze wschodu przedwojenny instruktor Związku Strzeleckiego, nauczyciel z Głogowa Małopolskiego Henryk Durda. Podobnie jak Kotula, Polska czarna księga przypisuje dokonanie egzekucji gestapo i podaje, że ofiary zostały zmuszone do wykopania sobie grobów.

## Architektura
Kościół oo. bernardynów w Rzeszowie został wybudowany w latach 1624–1629 w stylu późnorenesansowym, manierystycznym lub wczesnobarokowym, trudnym do jednoznacznej klasyfikacji. Fundator, Mikołaj Spytek Ligęza, określił go w dokumencie fundacyjnym z 25 marca 1629 „kościołem krzyżowym” z „kaplicami baniastymi”, co sugeruje pierwotne istnienie sklepień kopułowych. Budowla w warstwie architektoniczno-artystycznej prezentuje harmonijne nawarstwienie dwóch dojrzałych stylów – renesansu i wczesnego baroku oraz bardzo bogate dekoracje charakterystyczne dla plastyki rokoka.

### Kaplice

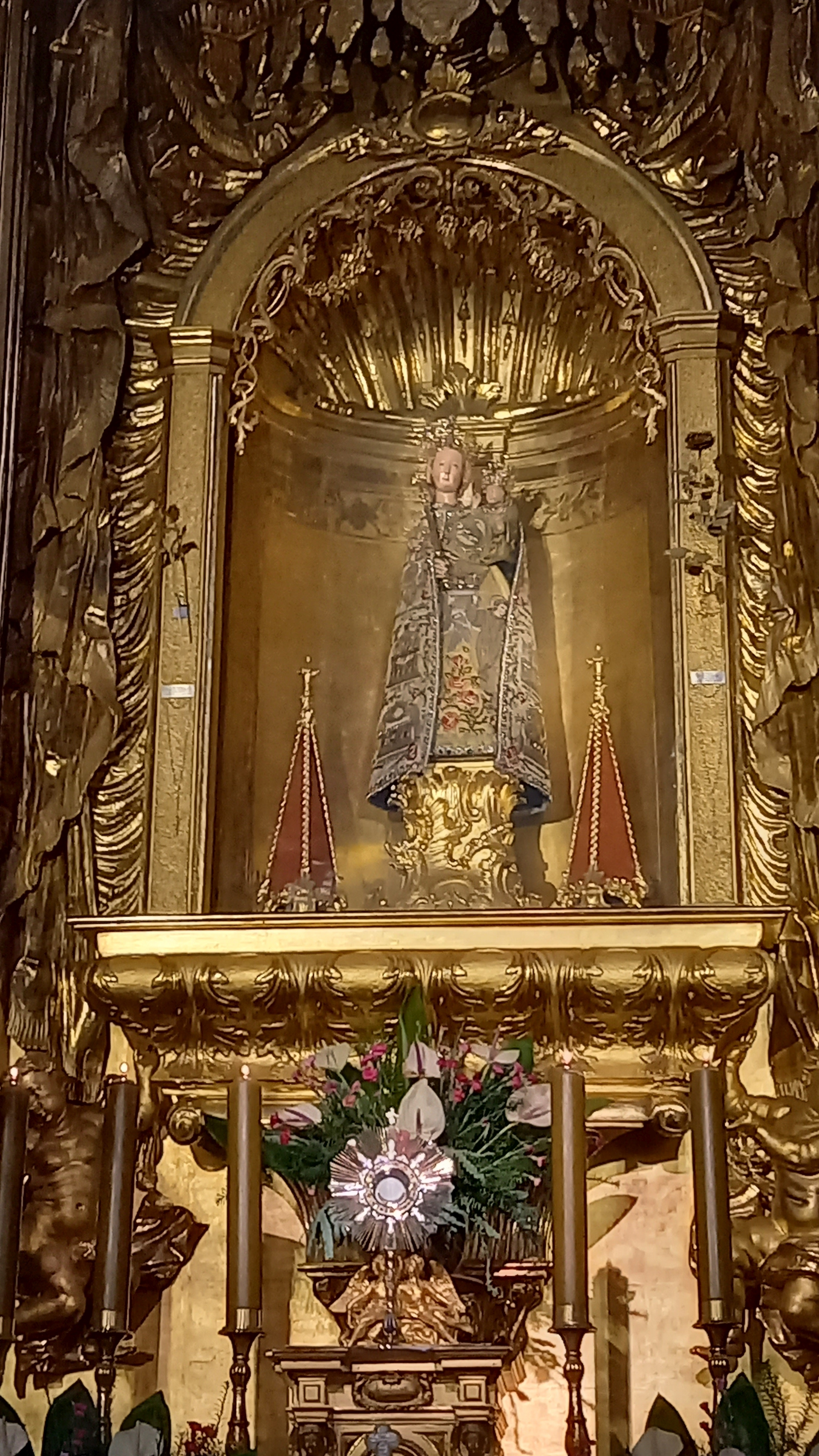
Figura Marii z dzieciątkiem

Wystrój kaplicy, w której umieszczona jest figura Maryi z Dzieciątkiem, pochodzi z I poł. XVIII wieku. Fundatorem tego miejsca był Jerzy Ignacy Lubomirski. Figura znajduje się w centralnym punkcie barokowego ołtarza wykonanego z drewna i pokrytego złoceniami. Po bokach, na obrazach mających kształt medalionów zostały przedstawione sceny z życia Matki Bożej (zwiastowanie, nawiedzenie św. Elżbiety, narodzenie Chrystusa, ofiarowanie w świątyni oraz wniebowzięcie Maryi). Ołtarz został zwieńczony owalnym obrazem przedstawiającym Matkę Bożą Niepokalaną. Podtrzymują go dwa anioły, a nad nim unosi się Duch Święty i Bóg Ojciec. Na ścianach kaplicy umieszczono obrazy wotywne przedstawiające łaski otrzymane za przyczyną Matki Bożej Rzeszowskiej.

### Prezbiterium
W prezbiterium na szczególną uwagę zasługują przypisywane Sebastianowi Sali pomniki grobowe członków rodu Ligęzów, pochodzące sprzed 1637 r., które tworzą mauzoleum rodowe. Te naturalnej wielkości rzeźby przedstawiają osiem najwybitniejszych postaci rodu w postawie orantów. Figury zostały wykonane z alabastru i wkomponowane w północną i południową ścianę prezbiterium. Każda postać jest zwrócona w kierunku ołtarza. Siedem z nich ubranych jest w stroje rycerskie, a postać biskupa – w strój pontyfikalny. Stanowią najliczniejszy w Europie zbiór orantów wykonanych w alabastrze. Poniżej wnęk pomnikowych zostały wbudowane marmurowe tablice z tekstami o charakterze nekrologów. Na ścianie północnej zobaczymy Mikołaja Ligęzę, ojca fundatora, kasztelana wiślickiego; Zygmunta Ligęzę, cześnika wielkiego koronnego; Stanisława Ligęzę, kasztelana żarnowieckiego i starostę lubaczewskiego, a także fundatora kościoła – Mikołaja Ligęzę z Bobrku. Ściana południowa prezbiterium przedstawia Hermolausa Ligęzę, podskarbiego wielkiego koronnego; Jana Ligęzę, wojewodę łęczyckiego, Feliksa Ligęzę, arcybiskupa lwowskiego, a także – prawdopodobnie – Jana Ligęzę, syna Jana wojewody łęczyckiego.
Prezbiterium kościoła zajmują zakonne stalle umieszczone przy ścianach po lewej i prawej stronie. Wykonano je z drewna dębowego wg projektu Zygmunta Hendla z Krakowa. Stalle składają się z siedmiu siedzisk obudowanych skrzyniowo, z wysokimi zapleckami i wąskim baldachimem. Całość jest bogato rzeźbiona. Motywy dekoracyjne nawiązują do baroku i regencji.
W prezbiterium ustawiono również drewnianą chrzcielnicę o barokowych cechach formalnych charakterystycznych dla XVII w. Posiada ona formę kielicha z pokrywą zwieńczoną ornamentem złożonym z liści akantu i odwróconej szyszki.